# Aceraius alutaceosternus
Aceraius alutaceosternus es una especie de coleóptero de la familia Passalidae.

## Distribución geográfica
Habita en Perak (Malasia).